# USS Facility (AM-233)
USS Facility (AM-233) trałowiec typu Admirable służący w United States Navy w czasie II wojny światowej. Służył na Pacyfiku.
Okręt został zwodowany 22 czerwca 1944 w stoczni Puget Sound Bridge and Dredging Co. w Seattle, matką chrzestną była Clara Lee Davis. Jednostka weszła do służby 29 listopada 1944, pierwszym dowódcą został Lieutenant C. R. Jennette, USNR. Okręt został przeklasyfikowany na MSF-233 7 lutego 1955.
Brał udział w działaniach II wojny światowej. Oczyszczał z min wody Dalekiego Wschodu po wojnie. Przekazany Meksykowi 2 października 1962 i przemianowany na DM-04.

## Odznaczenia
„Facility” otrzymał 3 battle star za służbę w czasie II wojny światowej.